# Roadbook
Roadbook és una paraula que prové de l'anglès i vol dir "llibre de carretera". Són una sèrie d'anotacions que l'organització aporta als pilots de ral·li per tal d'ajudar-los en la seva navegació pel desert. En esports anomenem roadbook a aquelles proves en què es reparteix un llibret de Ruta als esportistes en què hi ha marcades unes distàncies i uns dibuixos que els participants han de seguir per tal de trobar el camí i acabar la cursa. Normalment es posen unes quants controls enmig de la ruta per tal que l'organització sàpiga que els participants han passat pels llocs indicats. Els equips guanyadors són aquells que han arribat primers a l'arribada i no s'han deixat cap punt de control per marcar o validar.